# Nationale Vergadering (Azerbeidzjan)

Logo van het parlement

De Nationale Vergadering van de Republiek Azerbeidzjan (Azerbeidzjaans: Azərbaycan Respublikasının Milli Məclisi of kortweg Milli Məclis) is het parlement van de Republiek Azerbeidzjan. Het parlement is gevestigd in de hoofdstad Bakoe. De Nationale Vergadering is een eenkamerparlement met 125 leden, waaronder een voorzitter die volgens een meerderheidsstelsel worden gekozen. De huidige voorzitter is Sahiba Gafarova van de regerende Nieuw Azerbeidzjanpartij. Parlementsverkiezingen worden om de vijf jaar gehouden, meer bepaald op de eerste zondag van november. De laatste verkiezingen zijn echter vervroegd op 9 februari 2020 gehouden.
De Nieuw Azerbeidzjan Partij en onafhankelijke aanhangers van de heersende regering sinds 1993 beschikken momenteel bijna over alle 125 parlementszetels. Bij de parlementsverkiezingen van 7 november 2010 wisten de oppositiepartijen, Musavat en de Azerbeidzjaanse Volksfrontpartij, geen enkele zetel te winnen. Europese observators vonden tal van onregelmatigheden in de aanloop naar deze verkiezingen en op de verkiezingsdag, maar dit werd niet verder onderzocht. Bij de parlementsverkiezingen van 9 februari 2020 wonnen de verschillende oppositiepartijen bij elkaar 12 zetels.

## Verwijzing
1. ↑  "Monitors criticise Azeri elections", Al Jazeera English.

Abchazië: Parlement · 
Albanië: Kuvendi · 
Andorra: Consell General de les Valls · 
Armenië: Azgayin Zhoghov · 
Azerbeidzjan: Milli Məclis · 
België: Federaal Parlement (Senaat en Kamer) · 
Bosnië en Herzegovina: Parlementarna Skupština · 
Bulgarije: Narodno Sobranie · 
Cyprus: Vouli ton Antiprosópon · 
Denemarken: Folketing · 
Duitsland: Bundestag (en Bundesrat) · 
Estland: Riigikogu · 
Finland: Eduskunta · 
Frankrijk: Parlement (Assemblée nationale en Sénat) · 
Georgië: Parlement · 
Griekenland: Vouli · 
Hongarije: Országgyűlés · 
Ierland: Oireachtas (Dáil en Seanad) · 
IJsland: Alþingi · 
Italië: Parlement (Kamer en Senaat) · 
Kazachstan: Parlamenti (Majilis en Senaat) · 
Kosovo: Assemblee · 
Kroatië: Sabor · 
Letland: Saeima · 
Liechtenstein: Landtag · 
Litouwen: Seimas · 
Luxemburg: Chambre · 
Macedonië: Sobranie · 
Malta: Il-Kamra · 
Moldavië: Parlamentul · 
Monaco: Conseil National · 
Montenegro: Skupština · 
Nagorno-Karabach: Azgayin Zhoghov · 
Nederland: Staten-Generaal (Eerste Kamer en Tweede Kamer) · 
Noord-Cyprus: Cumhuriyet Meclisi · 
Noorwegen: Storting · 
Oekraïne: Verchovna Rada · 
Oostenrijk: Nationalrat · 
Polen: Sejm (en Senat) · 
Portugal: Assembleia da Republica · 
Roemenië: Camera Deputaţilor · 
Rusland: Federatieve vergadering (Staatsdoema en Federatieraad) · 
San Marino: Consiglio Grande e Generale · 
Servië: Narodna skupština · 
Slowakije: Národná Rada · 
Slovenië: Državni Zbor en Državni Svet · 
Spanje: Cortes Generales (Senado en Congreso de los Diputados) · 
Transnistrië: Opperste Sovjet · 
Tsjechië: Parlament (Senaat en Kamer van Afgevaardigden) · 
Turkije: Meclis · 
Verenigd Koninkrijk: Parliament (House of Commons en House of Lords) · 
Wit-Rusland: Nationale Vergadering (Huis van Afgevaardigden en Raad van de Republiek) · 
Zuid-Ossetië: Parlement · 
Zweden: Riksdag · 
Zwitserland: Bondsvergadering (Nationale Raad en Kantonsraad)
Cursief: wijst op een niet of slechts deels erkende staat